# Boz (rei)
Boz[b] (fl. c. 380) foi o primeiro governante eslavo conhecido na história. Foi rei dos antas (em latim: Rex Antorum), um povo proto-eslavo que viveu em porções das atuais Ucrânia. Nos anos precedentes a 380, os grutungos liderados por Hermenerico haviam conquistado várias tribos da Europa Central (ver Aujo), incluindo os antas.
Alguns anos depois, após a derrota gótica frente aos hunos invasores, um rei chamado Vinitário, o sobrinho-neto de Hermenerico, marchou contra os antas de Boz e derrotou-os. Vinitário condenou Boz e seus filhos, e 70 de seus nobres, à crucificação de modo a aterrorizar seu povo. Estes conflitos constituem o único contato pré-século VI entre germânicos e eslavos documentado em fontes escritas.

## História

### Antecedentes

Cultura de Cherniacove (laranja), hoje associada ao reino de Hermenerico (Aujo)

Segundo a Gética (escrita em 550 ou 551) do historiador bizantino Jordanes, as tribos góticas regularmente fizeram raides em território eslavo. Sob o rei Amal Hermenerico (fl. anos 370) dos grutungos (uma tribo gótica que mais tarde constituiria os ostrogodos), elas conseguiram subjugar algumas tribos na Europa Central (Cassiodoro chama-o "governante de todas as nações da Cítia e Germânia"), inclusive os vendos (eslavos).
Jordanes faz menção a três tribos de mesma origem, que constituíam os eslavos: vendos (eslavos ocidentais), antas (eslavos orientais) e esclavenos (eslavos meridionais). Para ele, os antas eram os mais bravos e mais fontes e receberam forte dominância e organização militar pelo tempo da influência gótica. Eles habitaram a área entre o Dniestre e o Dniepre, talvez a região que estendeu-se do Vístula à foz do Danúbio e mais a leste em direção ao Don, e sua confederação provavelmente englobou algumas das tribos eslavas ocidentais vizinhas. Eles parecem ter tentado formar seu próprio Estado nas fronteiras — ou mesmo dentro — do Estado gótico, a jugar pelo uso que Jordanes faz do título de rei para referir-se a Boz, embora Procópio de Cesareia relate que "não eram governados por um homem, mas viveram desde muito tempo sob uma democracia".

### História de Boz

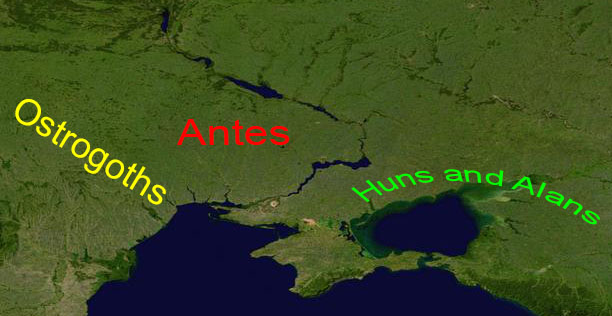
Grutungos (ostrogodos), antas, hunos e alanos ca. 380 segundo descrição da Gética de Jordanes

Os hunos, acompanhados pelos alanos, invadiram os territórios de Hermenerico e o rei, temendo a devastação, retirou sua própria vida. Nos anos seguintes à morte de Hermenerico, houve uma guerra entre o grupo de grutungos que permaneceu sob domínio huno, e os antas. Jordanes reconta que o sobrinho-neto de Hermenerico, Vinitário, que opunha-se ao domínio estrangeiro, retrocedeu suas forças e marchou contra os antas de modo a derrotá-los e mostrar sua coragem. Isso ocorreu no último quartel do século IV, possivelmente cerca de 380. Boz organizou uma aliança para defender seu povo, conseguindo derrotar Vinitário nos primeiros conflitos, embora fosse mais tarde derrotado, capturado e crucificado ao lado de seus filhos e 70 chefes tribais. Vinitário deixou seus corpos pendurados de modo a induzir medo naqueles que ele rendeu.
No rescaldo do conflito, os alanos (segundo o contemporâneo Amiano Marcelino, embora Jordanes afirme que eram hunos) correram ao resgate de seus aliados, travando uma decisiva batalha contra os grutungos próximo ao rio Eraco (atual Tiligul, na Ucrânia), na qual os grutungos foram derrotados e empurrados para oeste. Os grutungos posteriormente alcançaram as margens do Danúbio Inferior.

## Legado
Estes conflitos constituem os únicos contatos pré-século VI entre os germânicos e eslavos documentados em fontes escritas. Florin Curta, um historiador da Idade Média da Europa Oriental, argumenta que esta seção do relato de Jordanes possivelmente originou-se na tradição oral gótica, dando a narrativa padrão de estória; Jordanes usa a grafia antos (anti) em vez de antas, sugerindo uma fonte grega. Alguns historiadores tentaram identificar Boz com o Bus mencionado no O Conto da Campanha de Igor, no qual boiardos contam a Esvetoslau I de Quieve (r. 945–972) de "donzelas góticas [...] cantando sobre o tempo de Bus", mas Hrushevsky considerou isso como não credível.